# Vadodara
Vadodara (Gujarati: વડોદરા), cũng gọi là Baroda, là thành phố đông dân thứ ba của bang Gujarat, sau thành phố Ahmedabad và Surat. Đây là một trong 4 thành phố của bang này có dân số hơn 1 triệu người, thành phố có dân số 1 triệu dân khác là Rajkot và hai thành phố nêu trên. Thành phố cũng được gọi là Sayaji Nagari hay Sanskari Nagari (Thủ đô văn hóa của Gujarat). Vadodara hay Baroda, trước đây là thủ phủ của bang Gaekwar, tọa lạc bên bờ sông Vishwamitri, một con sông được lấy tên từ vị thánh vĩ đại Rishi Vishvamitra. Sông này nằm ở phía Đông Nam của Ahmedabad. Thành phố này là thủ phủ hành chính của Quận Vadodara.
Vadodara có dân số 1,6 triệu người  (năm 2005), và có các địa điểm nổi bật như Lâu đài Lakshmi Vilas và Đại học Maharaja Sayajirao của Baroda (M.S.U.) với nhiều khoa, bao gồm mỹ thuật, nghệ thuật biểu diễn, công nghệ, quản lý và y khoa. Thành phố có tỷ lệ dân biết chữ cao theo tiêu chuẩn Ấn Độ (78%) năm 2001. Các ngành chính của thành phố có: hóa dầu, kỹ thuật công trình, dược và chất dẻo.